# Transsubstantiation

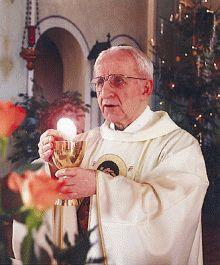
Enligt romersk-katolsk lära innebär transsubstantiation att brödet och vinet i sanning förvandlas till Kristi kropp och blod.

Transsubstantiation är en romersk-katolsk lära om eukaristin. Enligt denna lära förvandlas brödet och vinet till Kristi kropp och blod. Brödets och vinets väsen (substans) förvandlas till Kristi kropp och blod, men dess utseende, smak, lukt etc. kvarstår oförändrade. Accidenserna (den yttre formen, det vetenskapen kan väga och mäta etc., det vi kan förnimma genom syn, lukt och känsel) förblir bröd och vin, men det konsekrerade (förvandlade) brödet och vinet är Kristi kropp och blod, brödet och vinet finns inte längre.
Under medeltiden ansågs dock underverk av blödande hostia som bevis på lärans sanning. I vissa fall torde dock de rapporterade fallen vara kopplade till förekomst av bakterien Bacillus prodigiosus, som bildar ett kraftigt rött färgämne i brödet vara orsaken.
Ordet transsubstantiation antyder att substansen, enligt Aristoteles uppdelning ett tings väsen, förändras. Substans har här således en ontologisk och inte materiell innebörd; substansen betecknar tingets innersta väsen. (Ordet transformation antyder att det är formen, accidensen enligt Aristoteles uppdelning, som förändras.)
Transsubstantiationsläran definierades första gången 1079 av Hildebert, ärkebiskop av Tours. Vid Fjärde Laterankonciliet 1215 fastställdes att:
| ”    | Kristi kropp och blod i sanning finns i altarets sakrament under bröds och vins gestalter, sedan brödet transsubstantierats till kropp och vinet till blod genom Guds makt. | „ |
| – NE | |   |

År 1311 infördes Kristi lekamensfest, som utgjorde höjdpunkten av alla kyrkans högtider.
De Bibelställen som används som stöd för läran är bland andra Matteusevangeliet 26:26–28, Markusevangeliet 14:22–24, Lukasevangeliet 22:19–20, Johannesevangeliet 6:35-58 och Första Korinthierbrevet 11:24–25.

## Sammanfattande definition
| ”                                   | Genom konsekrationen sker transsubstantiationen, väsensförvandlingen, av bröd och vin till Kristi kropp och blod. Under de konsekrerade gestalterna av bröd och vin är Kristus själv, levande och ärorik, närvarande på ett sant, verkligt och substantiellt eller väsensmässigt sätt, hans kropp och blod är närvarande, tillsammans med hans själ och gudom. | „ |
| – Katolska Kyrkans Katekes, nr 1413 | |   |